# Saint-Jean-de-Cornies
Saint-Jean-de-Cornies é uma comuna francesa na região administrativa de Occitânia, no departamento de Hérault. Estende-se por uma área de 3,11 km². Em 2010 a comuna tinha 759 habitantes (densidade: 244,1 hab./km²).